# La Motte-Fouquet
La Motte-Fouquet (la mɔt.fu.kɛⓘ) es una población y comuna francesa, situada en la región de Baja Normandía, departamento de Orne, en el distrito de Alençon y cantón de Carrouges.

## Demografía
| 224 | 205 | 158 | 153 | 161 | 148 |
| Para los censos de 1962 a 1999 la población legal corresponde a la población sin duplicidades (Fuente: INSEE [Consultar]) |     |     |     |     |     |